# Comuna Sinăuții de Sus, Adâncata
Sinăuții de Sus (în ucraineană Верхні Синівці, transliterat: Verhni Sînivți) este o comună în raionul Adâncata, regiunea Cernăuți, Ucraina, formată din satele Sinăuții de Jos și Sinăuții de Sus (reședința).

## Demografie
Componența lingvistică a comunei Sinăuții de Sus
     Română (95,35%)
     Ucraineană (4,31%)
     Alte limbi (0,34%)
Conform recensământului din 2001, majoritatea populației comunei Sinăuții de Sus era vorbitoare de română (95,35%), existând în minoritate și vorbitori de ucraineană (4,31%).